# 28. dynastie
28. dynastie byla jedna ze staroegyptských královských dynastií řazených egyptology do historického období označovaného jako Pozdní doba. Jedním z kritérií Manehtova uspořádání králů do dynastií bylo sídelní město. Proto je 28. dynastie tvořena jediným panovníkem Amyrtois II. vládnoucím ze Sau; před ním vládla cizí dynastie perská, po něm bylo sídlo vlády 29. dynastie přeneseno do Džedetu. Vládla v letech 404–399 př. n. l.